# Вузол (математика)

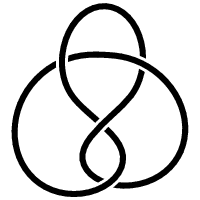
Вісімка (вузол Лістинга)

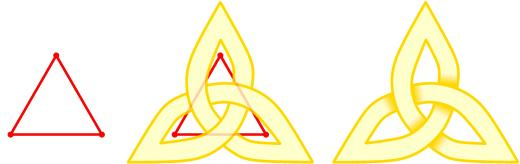

Вузол у математиці — вкладення кола (двовимірної сфери) в тривимірний евклідів простір, розглянуте з точністю до ізотопії. Основний предмет вивчення теорії вузлів. Два вузли топологічно еквівалентні, якщо один з них можна деформувати в інший, причому в процесі деформації не повинно виникати самоперетинів.
Частковим випадком є питання про розпізнавання тривіальності того чи іншого вузла, тобто про те, чи є заданий вузол ізотопним тривіальному вузлу (чи можна його розв'язати).
Для визначення того, чи є конкретний вузол тривіальним, можна використовувати різні інваріанти вузлів, наприклад многочлен Александера або фундаментальну групу доповнення. Зазвичай їх можна порахувати виходячи з вузлової діаграми.

## Класифікація
Трилисник, вузол {\displaystyle 3_{1}} є першим нетривіальним вузлом і єдиним вузлом з числом перетинів 3. Він є простим і позначається номером 31 у нотації Александера — Бріггса. Нотація Довкера для трилисника — 4 6 2, а нотація Конвея трилисника — [3].
Трилисник нетривіальний, тобто його неможливо «розв'язати» в тривимірному просторі без розрізання. З математичної точки зору це означає, що трилисник не ізотопний тривіальному вузлу. Зокрема, не існує послідовності рухів Рейдемейстера, за допомогою яких вузол розв'язується.
Вісімка, чотириразовий вузол або вузол Лістинга, вузол {\displaystyle 4_{1}} ― один з найпростіших нетривіальних вузлів. Вісімка позначається символом {\displaystyle 4_{1}}. Вперше розглянутий Лістингом, учнем Гаусса, в 1847 році.
Трилисник хіральний в тому сенсі, що трилисник відрізняється від свого дзеркального відображення. Два варіанти трилисника відомі як лівобічний і правобічний. Неможливо шляхом деформації лівобічний варіант безперервним чином перевести у правобічний або навпаки. Тобто, ці два трилисники не ізотопні.
Також, можна показати, що трилисник (як правий, так і лівий) неізотопний вісімці.
П'ятилисник, відомий також як вузол {\displaystyle 5_{1}} у позначеннях Александера та Бріггса, вузол «перстач» і печатка Соломона, — це вузол, для якого число перетинів (мінімальне можливе число самоперетинів на діаграмі — плоскому малюнку — вузла) дорівнює п'яти.
Для багатокомпонентних вузлів у верхньому індексі зазначається кількість компонентів: наприклад, зачеплення двох кілець має символьний запис {\displaystyle 2_{1}^{2}}.
Це були приклади поліноміальних вузлів. Неполіноміальним вузлом є дикий вузол

Приклад дикого вузла.

Дикий вузол — вузол {\displaystyle L} в евклідовому просторі {\displaystyle E^{3}} такий, що не існує гомеоморфізму {\displaystyle E^{3}} на себе, при якому {\displaystyle L} переходить в замкнуту ламану, що складається зі скінченного числа відрізків.

## Вузли та зачеплення
Вкладення (частіше — його образ) незв'язної суми {\displaystyle \mu } примірників кола в {\displaystyle \mathbb {R} ^{3}} або {\displaystyle S^{3}} називається зачепленням кратності {\displaystyle \mu }.
Вузли, що входять до даного зачеплення, називають його компонентами.

## Інваріанти вузлів
В теорії вузлів число перетинів вузла — це найменше число перетинів на будь-якій діаграмі вузла. Число перетинів є інваріантом вузла.
Наприклад, тривіальний вузол має нульове число перетинів, число перетинів трилисника дорівнює трьом, а число перетинів вісімки дорівнює чотирьом.
Іншими числовими інваріантами вузла є число мостів, коефіцієнт зачеплення, число відрізків і число розв'язування.

## Доповнення вузла
Теорема Гордона — Люкке стверджує, що доповнення вузла (як топологічного простору) є «повним інваріантом» вузла, в тому сенсі, що воно відрізняє заданий вузол від всіх інших з точністю до охоплювальної ізотопії та дзеркального відображення. Серед інваріантів, пов'язаних з доповненням вузла, є група вузла, яка є просто фундаментальною групою його доповнення.